# Fay-aux-Loges
Pour les articles homonymes, voir Fay.
Fay-aux-Loges (à prononcer « Failly ») est une commune française, située dans le département du Loiret en région Centre-Val de Loire.

## Géographie

### Localisation

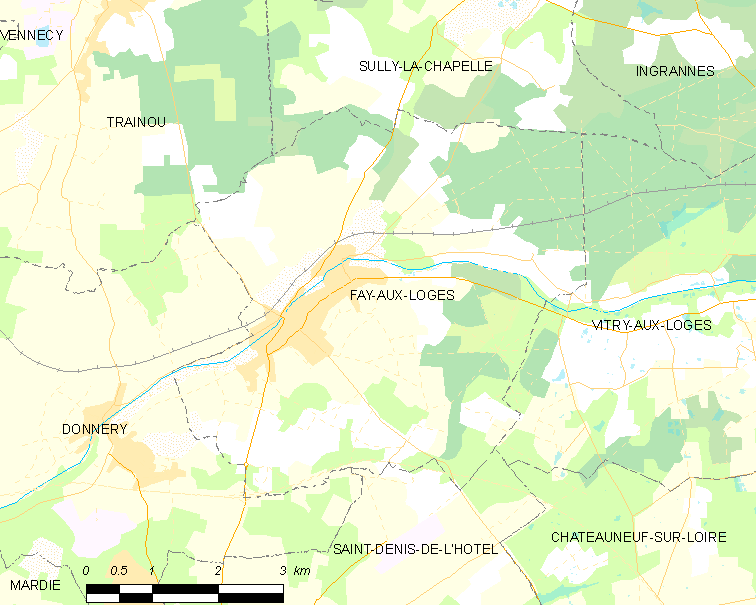
Carte de la commune de Fay-aux-Loges et des communes limitrophes.

Fay-aux-Loges se trouve dans le centre du département du Loiret, à moins de 10 km au nord de la Loire. À vol d'oiseau, Orléans, préfecture du département, est à 17,6 km à l'ouest (22 km par la route) ; Châteauneuf-sur-Loire, chef-lieu du canton jusqu'en mars 2015, à 9,2 km (10,5 km par la route) au sud-est ; et Jargeau, point de la Loire le plus rapproché, à 7,0 km (7,1 km par la route) au sud.
La région naturelle est le val de Loire orléanais, inclus dans région agricole de l'Orléanais, avec la Sologne.
La commune est dans l'aire urbaine d'Orléans et le bassin de vie de Jargeau dont elle est éloignée de 7,4 km (par la route).

### Communes voisines et limitrophes
Les communes les plus proches sont : Donnery (3,2 km), Traînou (5,9 km), Sully-la-Chapelle (6,1 km), Saint-Denis-de-l'Hôtel (6,2 km), Vennecy (6,9 km), Jargeau (7 km), Mardié (7,8 km), Darvoy (7,9 km), Ingrannes (8,9 km) et Loury (9 km).

### Hameaux, lieux-dits et écarts
L'habitat est concentré le long de l'Oussance, notamment proche de Fay. Le reste de la commune, qui présente un couvert forestier important, est très peu construit.
Dans la boite déroulante qui suit, les hameaux suivis d'une astérisque sont indiqués sur la carte de Cassini (établie vers 1745) ; le cas échéant, l'orthographe passée différente est indiquée entre parenthèses. Les hameaux disparus depuis sont entre crochets : [(hameau)]*.
De cette liste de hameaux nous voyons que pratiquement tous les hameaux et habitations isolées présents existaient déjà au XVIIIe siècle. Quelques-uns ont disparu, un peu moins ont apparu. La Tuilerie d'antan était située à l'endroit du Mondru actuel, dont le nom n'apparaît pas sur la carte de Cassini ; en revanche la Tuilerie actuelle est située au hameau des Aisances de l'époque. De façon générale, l'habitat s'est notablement concentré sur la ville de Fay au détriment de l'occupation rurale.

### Géologie et relief
- Fz : Alluvions récentes des lits mineurs (Holocène)
- m3-p1SASo : Sables et argiles de Sologne (Langhien supérieur à Pliocène inférieur.)
- m2MSO : Marnes et sables de l'Orléanais (Burdigalien)
- m2MCO : Marnes et calcaires de l'Orléanais (Burdigalien)
- m1CPi : Calcaires de Pithiviers (Aquitanien)

Carte géologique de la commune de Fay-aux-Loges.
Fz : Alluvions récentes des lits mineurs (Holocène)
m3-p1SASo : Sables et argiles de Sologne (Langhien supérieur à Pliocène inférieur.)
m2MSO : Marnes et sables de l'Orléanais (Burdigalien)
m2MCO : Marnes et calcaires de l'Orléanais (Burdigalien)
m1CPi : Calcaires de Pithiviers (Aquitanien)
$ : Carrière à ciel ouvert
! : Gite fossilifère

La région d'Orléans se situe dans le sud du Bassin parisien, vaste cuvette composée d’un empilement de couches sédimentaires d’origines essentiellement détritiques (issus de l’érosion d’anciennes chaînes de montagnes) et carbonatées (précipitation de carbonate de calcium). Ces dépôts s'étagent du Trias (−250 millions d’années) au Pliocène (−23 millions d’années) et se font surtout en contexte marin, mais aussi en milieu lacustre. Les successions de périodes glaciaires et interglaciaires au Quaternaire aboutissent à la configuration géomorphologique actuelle : altération plus ou moins profonde des roches en place, terrasses alluviales anciennes perchées sur les plateaux et incision de la vallée actuelle de la Loire,.
Les calcaires de Beauce, qui constituent le socle du territoire communal, se forment à l'Aquitanien (de - 23 à - 20,5 millions d’années). Leur partie supérieure, les calcaires de Pithiviers (m1CPi) et les marnes et calcaires de l'Orléanais (m2MCO), affleure sur les flancs de la Oussance. Les marnes et sables de l’Orléanais (m2MSO), premiers dépôts burdigaliens (de – 20,44 à – 15,97 millions d'années) recouvrant les calcaires de Beauce, occupent la partie nord du territoire communal. Ces sables sont essentiellement composés de grains de quartz émoussés, accompagnés de feldspaths kaolinisés et friables, de silex à patine noire et de graviers calcaires particulièrement fréquents à la base de la formation,.
Cette formation est elle-même surmontée par les sables et argiles de Sologne (m3-p1SASO), datés du Langhien supérieur au Pliocène inférieur, une formation composée de sables (quartz gneissique ou granitique) argileux très grossiers à fins et de lentilles d’argile verte, pure ou sableuse, occupant la partie sud de la commune. Le lit mineur de la Bionne est quant à lui constitué d'alluvions récents (Fz) datant de l'Holocène, des sables quartzeux émoussés repris des Sables de l'Orléanais sous-jacents érodés par le cours d'eau.
Fragmentés et fissurés, les calcaires peuvent être le siège de phénomènes karstiques. Les circulations préférentielles d’eaux souterraines érodent ces calcaires en profondeur et entraînent la formation de dépressions, gouffre ou dolines. Les manifestations en surface de ces fragilités ne sont pas rares dans la région orléanaise. 41 cavités ont été inventoriées par le service régional Centre du BRGM sur la commune, en octobre 2003 : principalement des dolines (dépressions circulaires ou elliptiques liée à l'activité karstique).
Le territoire communal est relativement plat puisque la dénivelée maximale est de 24 mètres. L'altitude du territoire varie en effet de 102 mètres à 126 mètres,.

### Hydrographie

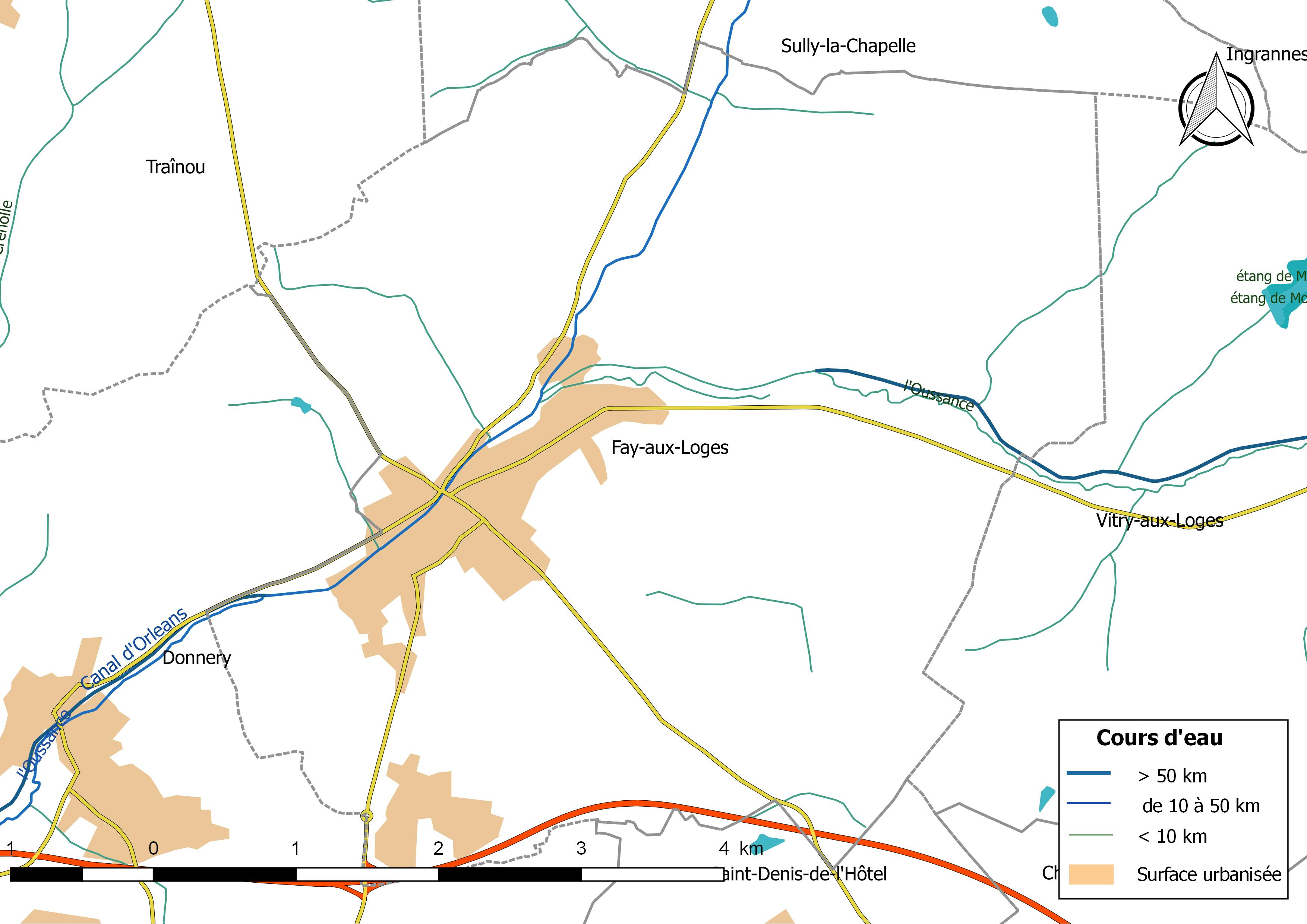
Réseau hydrographique de Fay-aux-Loges.

La commune est traversée par le Canal d'Orléans (6,625 km). Le réseau hydrographique communal, d'une longueur totale de 25,69 km, comprend un autre cours d'eau notable, l'Oussance (5,771 km), et divers petits cours d'eau dont l'Oussance (3,839 km).
Le canal d’Orléans court sur 78,65 kilomètres entre Orléans, où il débouche dans la Loire et Châlette-sur-Loing, où il rejoint le canal du Loing et le canal de Briare au niveau du bief de Buges. La commune de Fay-aux-Loges est traversée par trois biefs : Donnery, Fay-aux-Loges et de la Jonchère. Le canal est en plein essor de 1692 à 1793. De 1 500 à 2 000 bateaux remontent chaque année la Loire depuis Nantes pour gagner Paris. Le port de Fay-aux-Loges permit d’abord le transport des produits de la verrerie qui fonctionna de 1710 à 1740 ainsi que celui des matériaux de base et du combustible. On y embarqua ensuite de la pierre, du calcaire de Beauce, de la chaux de ses fours, du sable, du bois et finalement du vin de la région. Pour pallier les déficits en eau du canal à certaines périodes (dites de chômage), il fut décidé au début du XXe siècle de procéder à la réalimentation artificielle du canal par pompage dans la Loire à Combleux.  Une centrale à charbon permettant d'alimenter en courant électrique onze stations de pompage installées aux écluses du versant Loire est construite à Fay-aux-Loges de 1908 à 1912. Une douzième station, au pied de la digue de l'étang de la Vallée, permettait de remonter l'eau dans celui-ci quand le Grand-Bief était bien rempli.   Mais avec la concurrence du rail, le trafic diminue puis disparaît complètement au début du 20e siècle. Le canal est déclassé en 1954 des voies navigables et entre dans le domaine privé de l’État. Des promenades dans un bateau pouvant accueillir une centaine de places sont aujourd'hui proposées entre le port d'attache de Pont-aux-Moines et Combleux en aval.
L'Oussance, d'une longueur totale de 19,9 km, prend sa source dans la commune de Nibelle et se jette  dans le Canal d'Orléans à Orléans, après avoir traversé 11 communes.

### Climat
Pour des articles plus généraux, voir Climat du Centre-Val de Loire et Climat du Loiret.
En 2010, le climat de la commune est de type climat océanique dégradé des plaines du Centre et du Nord, selon une étude du CNRS s'appuyant sur une série de données couvrant la période 1971-2000. En 2020, Météo-France publie une typologie des climats de la France métropolitaine dans laquelle la commune est exposée à un climat océanique altéré et est dans la région climatique Moyenne vallée de la Loire, caractérisée par une bonne insolation (1 850 h/an) et un été peu pluvieux.
Pour la période 1971-2000, la température annuelle moyenne est de 10,8 °C, avec une amplitude thermique annuelle de 15,4 °C. Le cumul annuel moyen de précipitations est de 674 mm, avec 10,5 jours de précipitations en janvier et 7,2 jours en juillet. Pour la période 1991-2020, la température moyenne annuelle observée sur la station météorologique de Météo-France la plus proche, sur la commune de Loury à 9 km à vol d'oiseau, est de 11,8 °C et le cumul annuel moyen de précipitations est de 757,1 mm,. Pour l'avenir, les paramètres climatiques de la commune estimés pour 2050 selon différents scénarios d'émission de gaz à effet de serre sont consultables sur un site dédié publié par Météo-France en novembre 2022.

### Milieux naturels et biodiversité

#### Zones Natura 2000
Le réseau Natura 2000 est un réseau écologique européen de sites naturels d’intérêt écologique élaboré à partir des Directives «Habitats » et «Oiseaux ». Ce réseau est constitué de Zones Spéciales de Conservation (ZSC) et de Zones de Protection Spéciale (ZPS). Dans les zones de ce réseau, les États Membres s'engagent à maintenir dans un état de conservation favorable les types d'habitats et d'espèces concernés, par le biais de mesures réglementaires, administratives ou contractuelles. L'objectif est de promouvoir une gestion adaptée des habitats tout en tenant compte des exigences économiques, sociales et culturelles, ainsi que des particularités régionales et locales de chaque État Membre. les activités humaines ne sont pas interdites, dès lors que celles-ci ne remettent pas en cause significativement l’état de conservation favorable des habitats et des espèces concernés,.
Les sites Natura 2000 présents sur le territoire communal de Fay-aux-Loges sont les suivants :
| Numéro    | Type | Nom                           | Arrêté de classement | Localisation                                                 |
| --------- | ---- | ----------------------------- | -------------------- | ------------------------------------------------------------ |
| FR2410018 | ZPS  | Forêt d’Orléans               | 23 décembre 2003.    | Dans la partie nord-est de la commune.                       |
| FR2400524 | SIC  | Forêt d’Orléans et périphérie | 20 août 2014.        | Un noyau est localisé dans la partie nord-est de la commune. |

Le site de la « forêt d'Orléans » s'étend du nord-est de l'agglomération orléanaise jusqu'aux portes de Gien, suivant un arc de cercle d'une soixantaine de kilomètres de long et d'une largeur variant de 2 à 15 km environ. Cet ensemble forestier quasi continu est majoritairement domanial. La forêt domaniale est constituée de trois massifs distincts, de l'ouest vers l'est, les massifs d'Orléans, Ingrannes et Lorris (communément considéré en deux sous-massifs : Lorris-Châteauneuf et Lorris-Fay-aux-Loges), en périphérie desquels se trouvent d'autres parcelles forestières. La surface globale des trois massifs domaniaux est de 34 500 hectares. D'une surface totale de 32 177 ha, le site est constitué de deux grandes entités couvrant la presque intégralité des massifs forestiers domaniaux d'Ingrannes et de Lorris. Ces deux grandes entités englobent également d'autres parcelles forestières, ainsi que des étangs, en périphérie, de même que la grande « clairière » de Sully-la-Chapelle, Ingrannes et Seichebrières incluse dans le massif d'Ingrannes. Ce site présente un grand intérêt ornithologique notamment avec la nidification du balbuzard pêcheur, de l'aigle botté, du circaète Jean-le-Blanc, de la bondrée apivore, du busard Saint-Martin, de l'engoulevent d'Europe, des pics noir, mar et cendré, de l'alouette lulu et de la fauvette pitchou. Les étangs constituent par ailleurs des sites d'étape migratoire importants pour différentes espèces.
Le site de la « forêt d'Orléans et périphérie » d'une surface totale de 2 226,40 ha, est morcelé en 38 entités. Celles-ci, de tailles variables (de 0,9 à 347 ha), sont disséminées sur les 3 massifs et leurs périphéries. Au cours de la réalisation du document d'objectifs, à la suite des inventaires de terrain, l'absence d'habitat ou habitat d'espèce d'intérêt communautaire dans certaines entités a conduit à la proposition de leur suppression (13 entités concernées, pour une surface totale de 207,90 ha).  L'intérêt du site réside dans la qualité des zones humides (étangs, tourbières, marais, mares), la grande richesse floristique, avec un intérêt élevé pour les bryophytes, les lichens et les champignons. 17 habitats naturels d’intérêt communautaire sont répertoriés sur le site qui présente aussi un intérêt faunistique, notamment l’avifaune, les chiroptères, les amphibiens et les insectes. Ce site présente une faible vulnérabilité dans les conditions actuelles de gestion ; il s’agit en effet de parcelles de forêt domaniale dont la gestion actuelle n’induit pas de contraintes particulières pour les espèces citées. Certaines comme le balbuzard pêcheur font l’objet d’une surveillance. D’autres espèces justifieraient un suivi, comme le sonneur à ventre jaune, l’aigle botté, la pie-grièche écorcheur.

Sélection de représentants de l'avifaune de la zone Natura 2000 « Forêt d'Orléans».
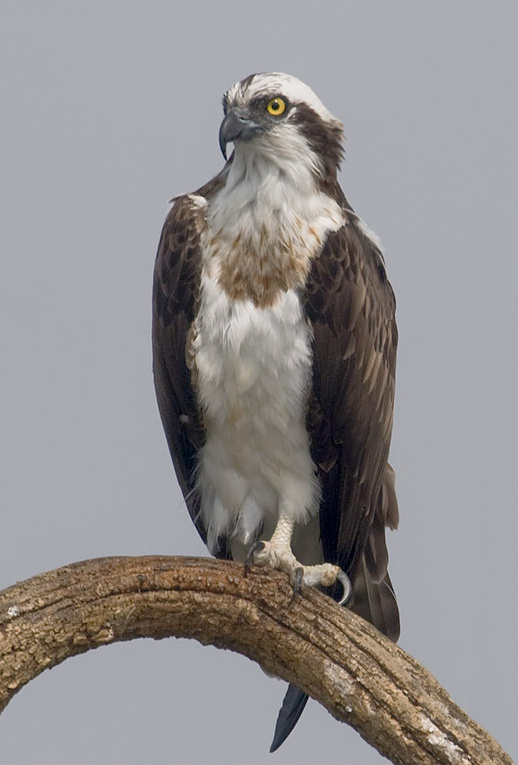
Balbuzard pêcheur.
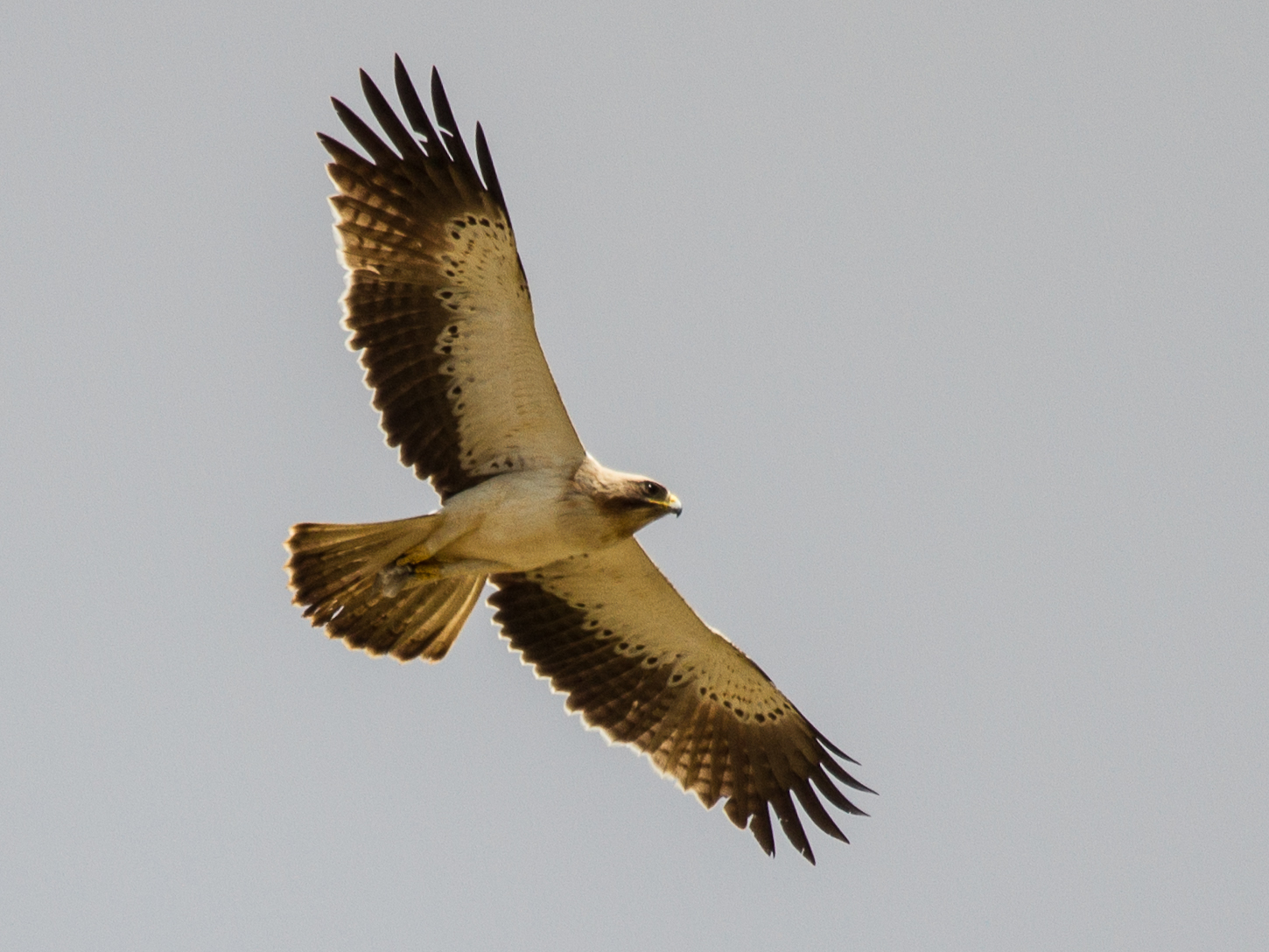
Aigle botté en vol.
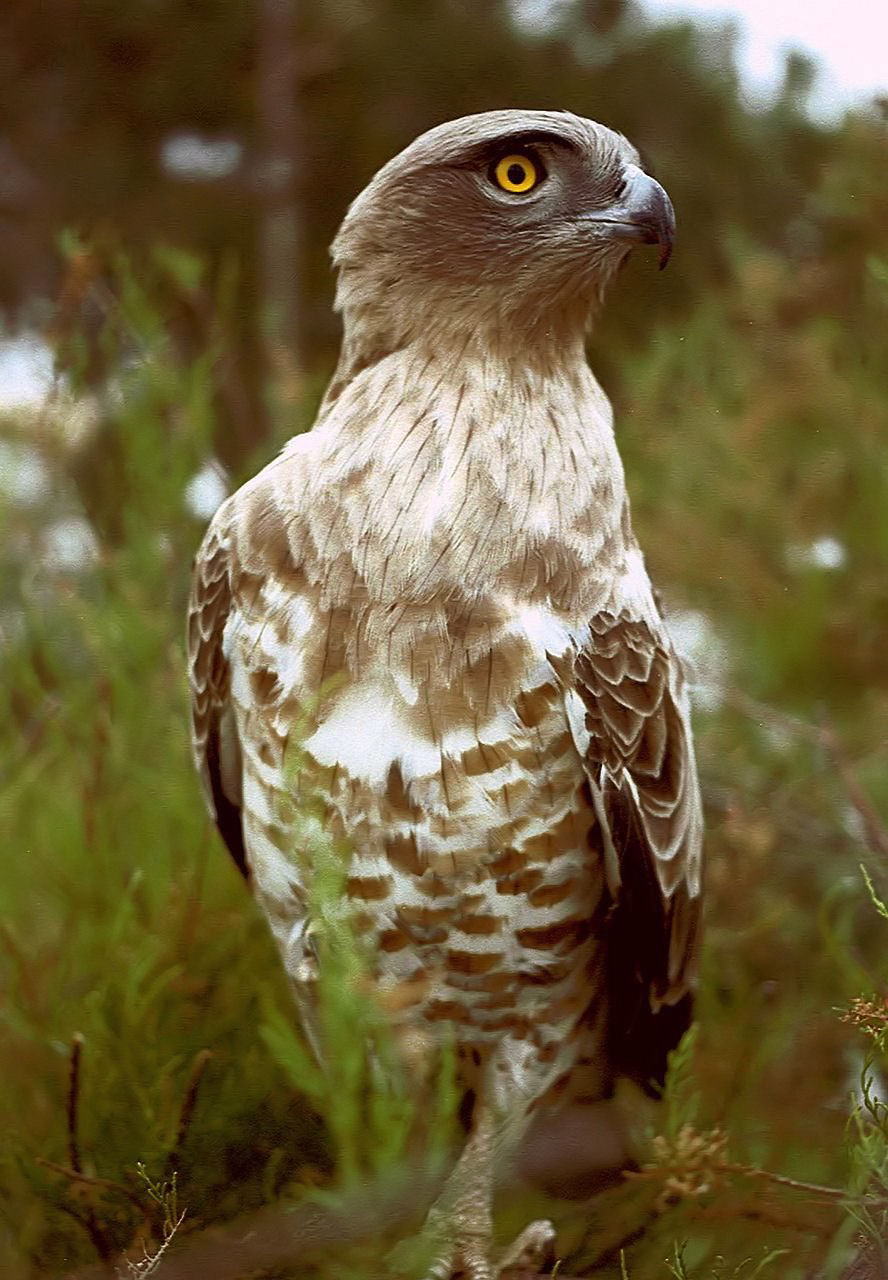
Circaète Jean-le-Blanc,
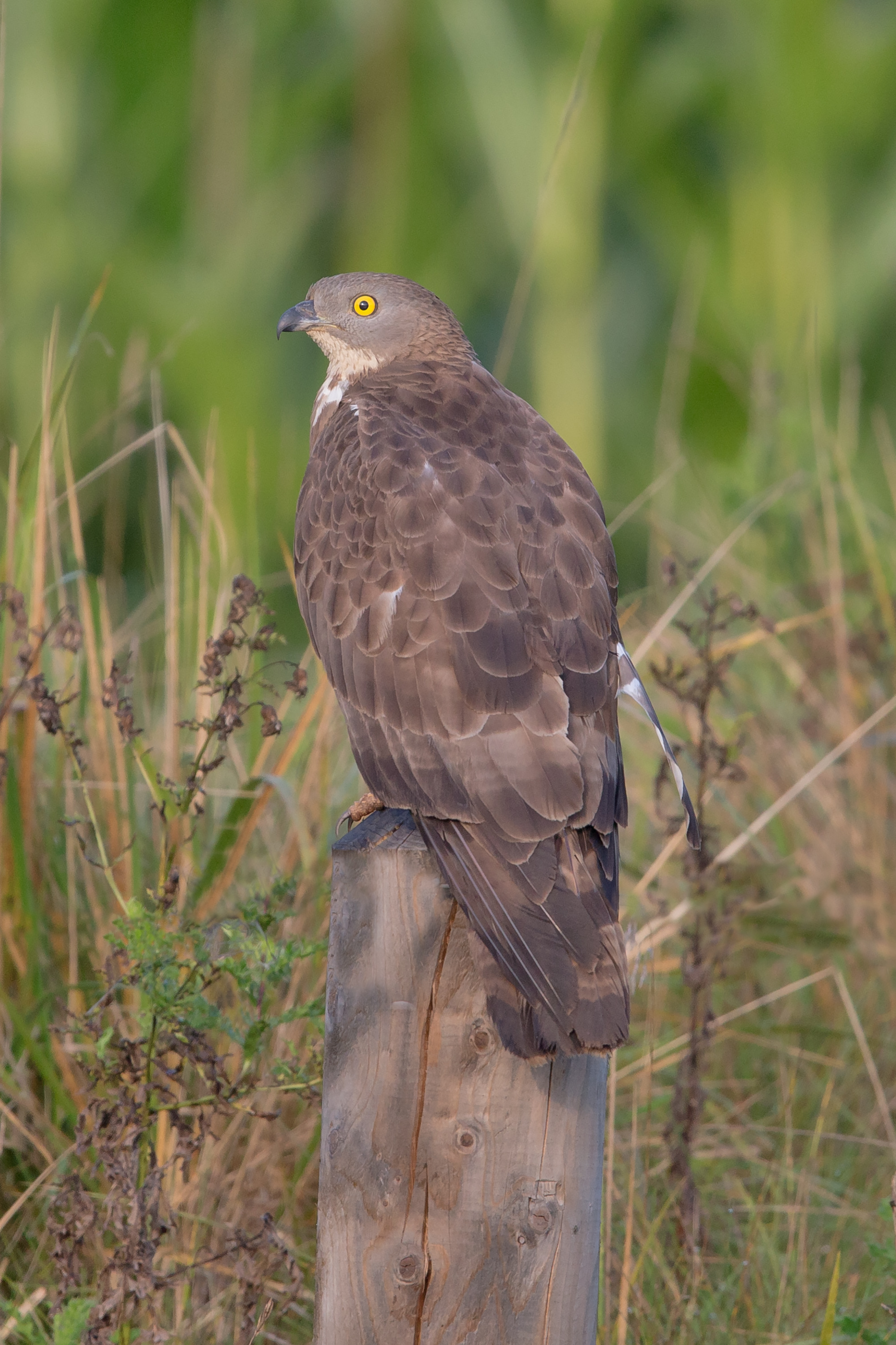
Bondrée apivore.
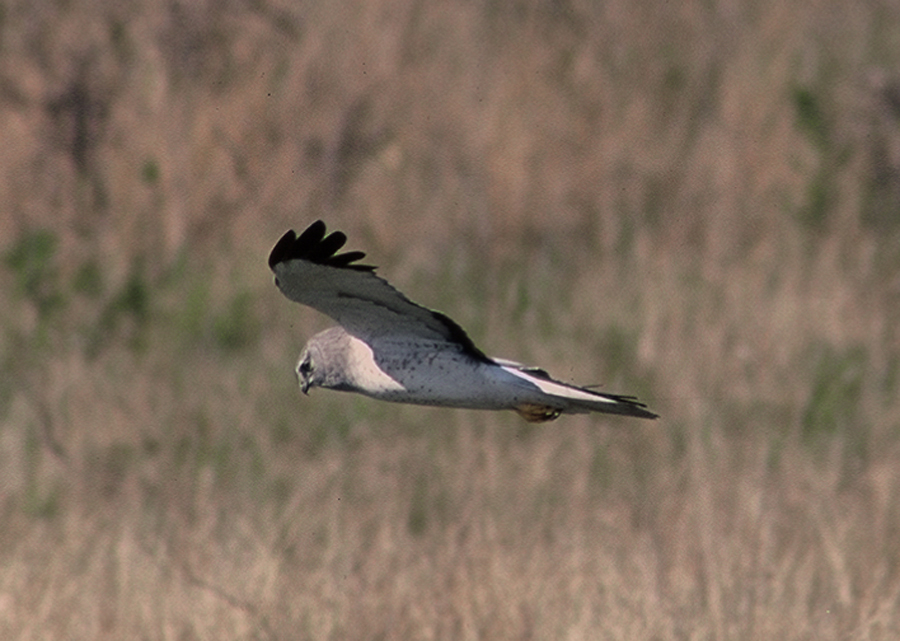
Busard Saint-Martin.
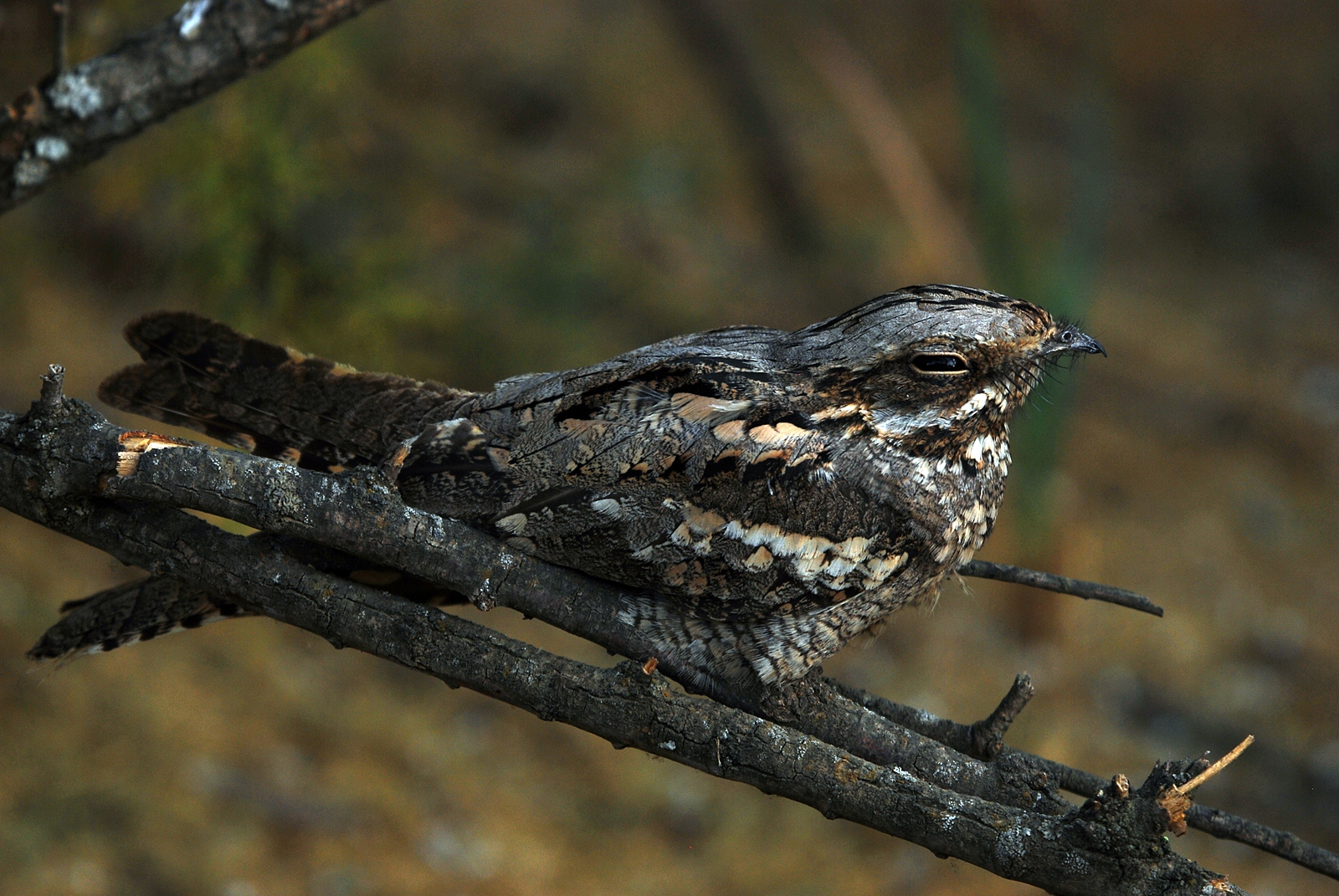
Engoulevent d'Europe.

#### Zones nationales d'intérêt écologique, faunistique et floristique

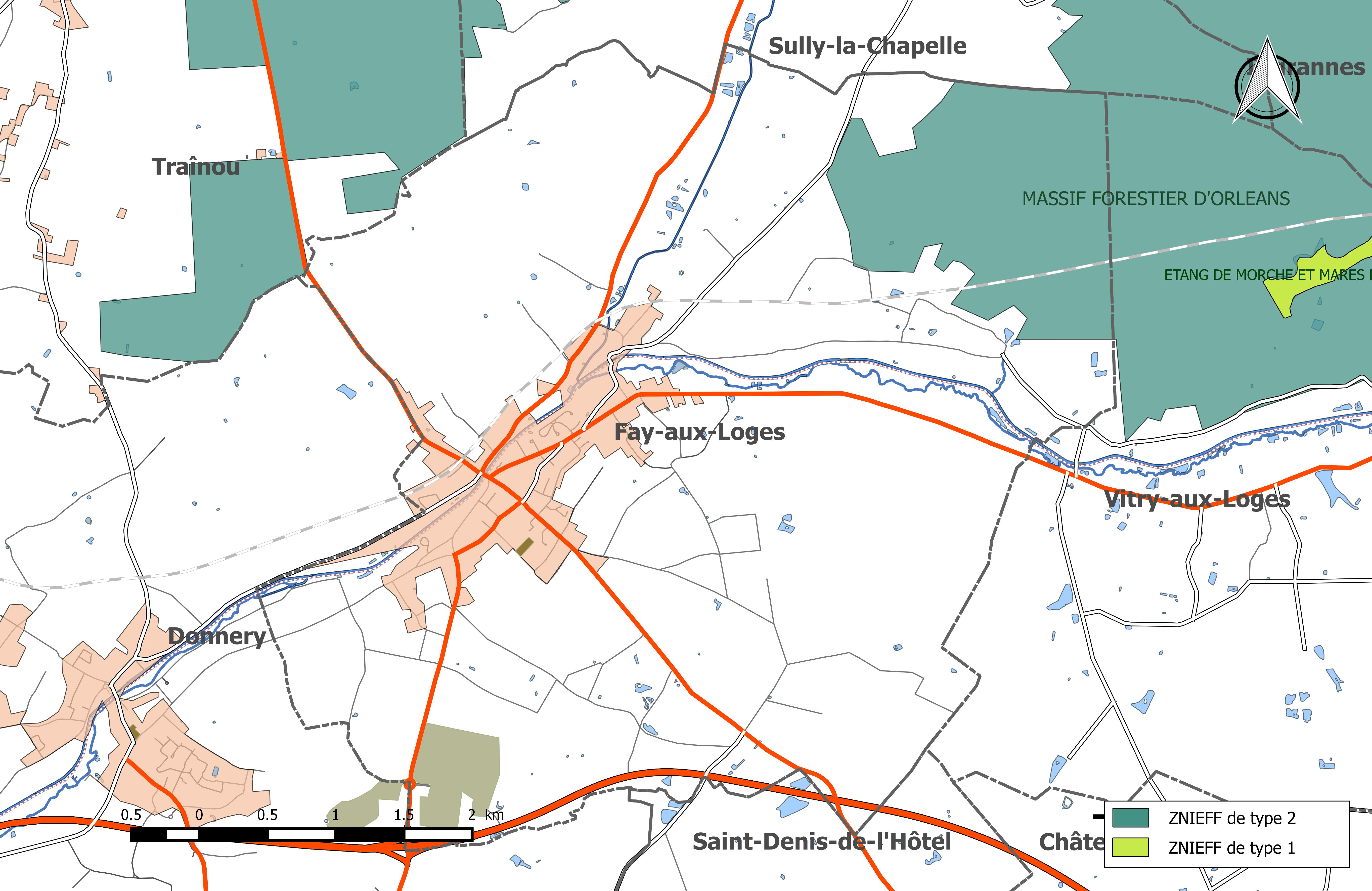
Carte des ZNIEFF de la commune et de ses abords.

L’inventaire des zones naturelles d'intérêt écologique, faunistique et floristique (ZNIEFF) a pour objectif de réaliser une couverture des zones les plus intéressantes sur le plan écologique, essentiellement dans la perspective d’améliorer la connaissance du patrimoine naturel national et de fournir aux différents décideurs un outil d’aide à la prise en compte de l’environnement dans l’aménagement du territoire. Le territoire communal de Fay-aux-Loges comprend une ZNIEFF.
Cette ZNIEFF, de type 2, dénommée « Massif forestier d'Orléans », d'une superficie de 36 086 hectares, dont Fay-aux-Loges,  se superpose pour la commune à la zone Natura 2000 de même nom. Son altitude varie entre 126 et 174 m. La forêt d'Orléans repose pour l'essentiel sur des terrains de nature comparable à celle des terrains de la Sologne (Burdigalien) épandus sur le coteau de Beauce. Les formations végétales sont donc plutôt acidoclines à acidiphiles avec des secteurs secs et  d'autres  très  humides.  L'intérêt  dépasse  les  contours  complexes  du  massif  domanial  et  s'étend  également  aux  lisières  et enclaves privées qui le prolongent.

## Toponymie
Le toponyme « Fay » représente une déformation de l’ancienne forme latine fagetum (une hêtraie). Ce terme du Haut Moyen Âge dérive du latin fagus. Le substantif latin classique féminin fagus, passé au masculin en latin populaire, signifie : hêtre, appelé en ancien français fou, nom remplacé par hestre, d’origine germanique, pour des raisons d’homophonie. Le hameau original s’est donc édifié dans un bois de hêtres défriché pour fournir de nouvelles terres cultivables,. Entre le XIe et XIIIe siècles, les seigneurs poussèrent en effet les paysans à défricher forêts et terres incultes afin d’augmenter la production agricole. Les champs gagnés sur la forêt, pleins d’humus, et fertilisés par les cendres des arbres abattus et brûlés, avaient des rendements plus importants que les autres.
La localité est mentionnée sous Fagetum en 1155, et très fréquemment Faiacus ou Faiacum à partir de la fin du XIIe siècle (Apud Faiacum en 1183 ou de Faiaco en 1184. Selon, Jacques Soyer, il ne faut toutefois pas tenir compte de cette dernière forme, car les scribes de la région orléanaise, aux XIe et XIIe siècles, affublaient parfois de la terminaison i-acus bon nombre de toponymes où elle n'avait aucune raison d'être,. L’accusatif fagum aboutit régulièrement à faï ou faÿ, bisyllabique, fait, fau, feu ou fou, monosyllabique (Apud Fai en 1201 ou Apud Fai en 1202).
Le toponyme « Loges » remonte au Moyen Âge, époque des grands travaux de déforestation (surtout entre le XIe et XIIIe siècles). Dans la France médiévale, on appelait « loge » une hutte ou une cabane couverte de feuillages qui constituait une habitation temporaire pour des bûcherons, des défricheurs de forêts. Ce pouvait être aussi un abri pour des ouvriers employés à la construction d’un château. On désignait aussi sous ce terme de petits édifices précaires construits par les cultivateurs pour abriter certaines récoltes ou du matériel agricole. Le terme dérive du francique laubja (=cabane), la racine se trouve dans le mot d’allemand moderne Laube (=tonnelle). Dans l’Orléanais on appelle également parfois loge une forêt non continue où certains bois forment des massifs (en entend parler parfois de forêt des loges), mais ce terme vient du francique leadiga (=[forêt] publique, n’appartenant pas au seigneur).
Les mentions comportant le toponyme Loges sont multiples : Fayacum in Logiis en mars 1268, Fay ou Loge en 1343, Fay ou Loges le 22 juillet 1376, Fay ou Loge en 1536, Fay en 1740, Faÿ en 1768. Fay aux Loges apparaît enfin au XVIIIe siècle sur la Carte de Cassini, puis la forme actuelle, Fay-aux-Loges, en 1801, dans l'arrêté du 5 vendémiaire an IX portant réduction des justices de paix du département du Loiret.

Cartographie (1634-1780)
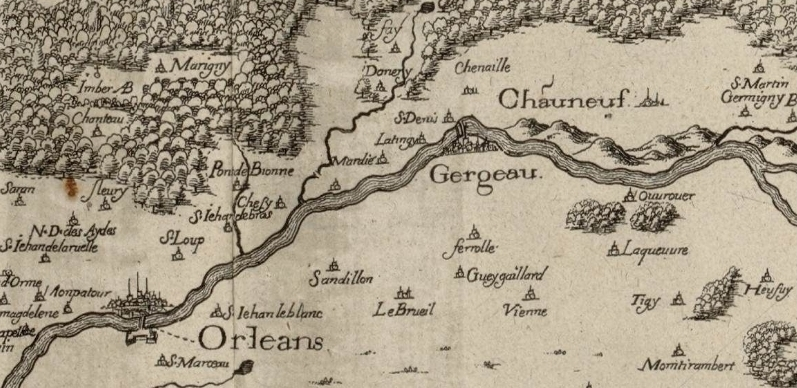
1634 : Fay sur une carte du Duché d'Orléans.
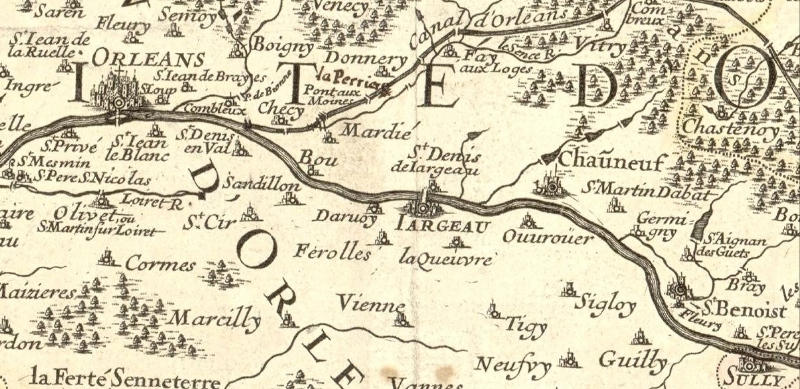
1690 : Fay aux Loges sur une carte de la Généralité d'Orléans.
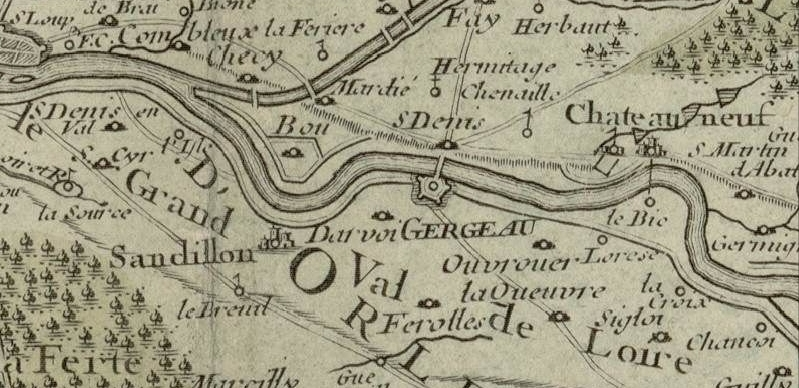
1780 : Fay sur une carte de la Généralité d'Orléans.

## Histoire
Les projets d'aménagements des zones d'activités ont été à l'origine d'opérations de diagnostics archéologiques réalisées par l'Institut national de recherches archéologiques préventives. L'un, au lieu-dit l’Évangile, a permis la découverte de vestiges d'un habitat gallo-romain. L'autre, à la Loge Cognet, a permis de localiser quelques fosses creusées dans le sable et contenant des poteries du premier Âge du Fer ou période de Hallstatt. Ces travaux ont également permis la découverte d'une installation datée de la fin du Moyen Âge, XVe siècle, avec entre autres un puits, un four de potier et de très nombreux tessons permettant de restituer les formes céramiques produites,.

### Révolution française et Empire

#### Nouvelle organisation territoriale
Le décret de l'Assemblée Nationale du 12 novembre 1789 décrète « il y aura une municipalité dans chaque ville, bourg, paroisse ou communauté de campagne ». En 1790, dans le cadre de la création des départements, le Loiret compte alors 367 municipalités, rattachées à 59 cantons et 7 districts. La municipalité de Fay est rattachée au canton de Saint Denis de l'Hôtel et au district d'Orléans.  Le terme « commune », au sens de l’administration territoriale actuelle, est imposé par le décret de la Convention nationale du 10 brumaire an II (31 octobre 1793) : « La Convention nationale, sur la proposition d’un membre, décrète que toutes les dénominations de ville, bourg ou village sont supprimées et que celle de commune leur est substituée ». Ainsi la municipalité de Fay devient formellement « commune de Fay » en 1793.
Les cantons sont supprimés, en tant que découpage administratif, par une loi du 26 juin 1793, et ne conservent qu'un rôle électoral, permettant l’élection des électeurs du second degré chargés de désigner les députés,. La Constitution du 5 fructidor an III, appliquée à partir de vendémiaire an IV (1795) supprime les districts, considérés comme des rouages administratifs liés à la Terreur, mais maintient les cantons qui acquièrent dès lors plus d'importance en retrouvant une fonction administrative. Enfin, sous le Consulat, un redécoupage territorial visant à réduire le nombre de justices de paix ramène le nombre de cantons dans le Loiret de 58 à 31,. Fay-aux-Loges est alors rattachée au Canton de Chécy et à l'Arrondissement d'Orléans par arrêté du 9 vendémiaire an X (1er octobre 1801),,. En 1806, la commune est rattachée au canton de Châteauneuf-sur-Loire, un canton nouveau formé d'une commune de l'ancien canton d'Ingré, supprimé, de sept communes issues du canton de Neuville et de trois issues du canton de Patay. Cette organisation va rester inchangée jusqu'en 2015.

### Époque contemporaine
Fin XIXe siècle le trafic marchand ralentit sur le canal d'Orléans. Plusieurs mesures sont prises pour relancer la fréquentation des bateaux, dont l'agrandissement des écluses (loi Freycinet, 1879). Mais des écluses plus grandes exigent plus d'eau. Pour pallier cela, entre 1908 et 1911 une usine électrique est construite à Fay et mise en service en 1911. Elle pompe à Combleux l'eau de la Loire et du Loing et l'amène par une série de 11 stations-relais de pompage jusqu'à la Noue-Malzone (vers l'écluse de Grignon), point de séparation des eaux du canal. Elle est mise en service quand, lors de périodes sèches, les cantonniers ont ouvert les bondes de tous les étangs d'approvisionnement et que l'eau manque encore dans le canal. Cette installation est détruite par les Allemands pendant l'Occupation. En 1995 M. Charles Pathé entreprend la restauration du bâtiment, en fait « les Salons de l’Écluse » et y organise des événements (réceptions, séminaires...). La cheminée et sa façade sont classées au bâtiment de France monuments historiques le 4 mars 1999. Le 17 septembre 1999, le syndicat mixte de gestion du Canal d’Orléans achète le bâtiment, qui réintègre ainsi le patrimoine du canal d'Orléans,.

## Urbanisme

### Typologie
Au 1er janvier 2024, Fay-aux-Loges est catégorisée bourg rural, selon la nouvelle grille communale de densité à sept niveaux définie par l'Insee en 2022.
Elle appartient à l'unité urbaine de Fay-aux-Loges, une agglomération intra-départementale regroupant deux  communes, dont elle est ville-centre,,. Par ailleurs la commune fait partie de l'aire d'attraction d'Orléans, dont elle est une commune de la couronne,. Cette aire, qui regroupe 136 communes, est catégorisée dans les aires de 200 000 à moins de 700 000 habitants,.

### Occupation des sols
L'occupation des sols de la commune, telle qu'elle ressort de la base de données européenne d’occupation biophysique des sols Corine Land Cover (CLC), est marquée par l'importance des territoires agricoles (54,7 % en 2018), en diminution par rapport à 1990 (57,6 %). La répartition détaillée en 2018 est la suivante : 
forêts (35,5 %), terres arables (30,5 %), prairies (16,1 %), zones urbanisées (8,3 %), zones agricoles hétérogènes (8,1 %), zones industrielles ou commerciales et réseaux de communication (1,4 %).
L'évolution de l’occupation des sols de la commune et de ses infrastructures peut être observée sur les différentes représentations cartographiques du territoire : la carte de Cassini (XVIIIe siècle), la carte d'état-major (1820-1866) et les cartes ou photos aériennes de l'IGN pour la période actuelle (1950 à aujourd'hui).

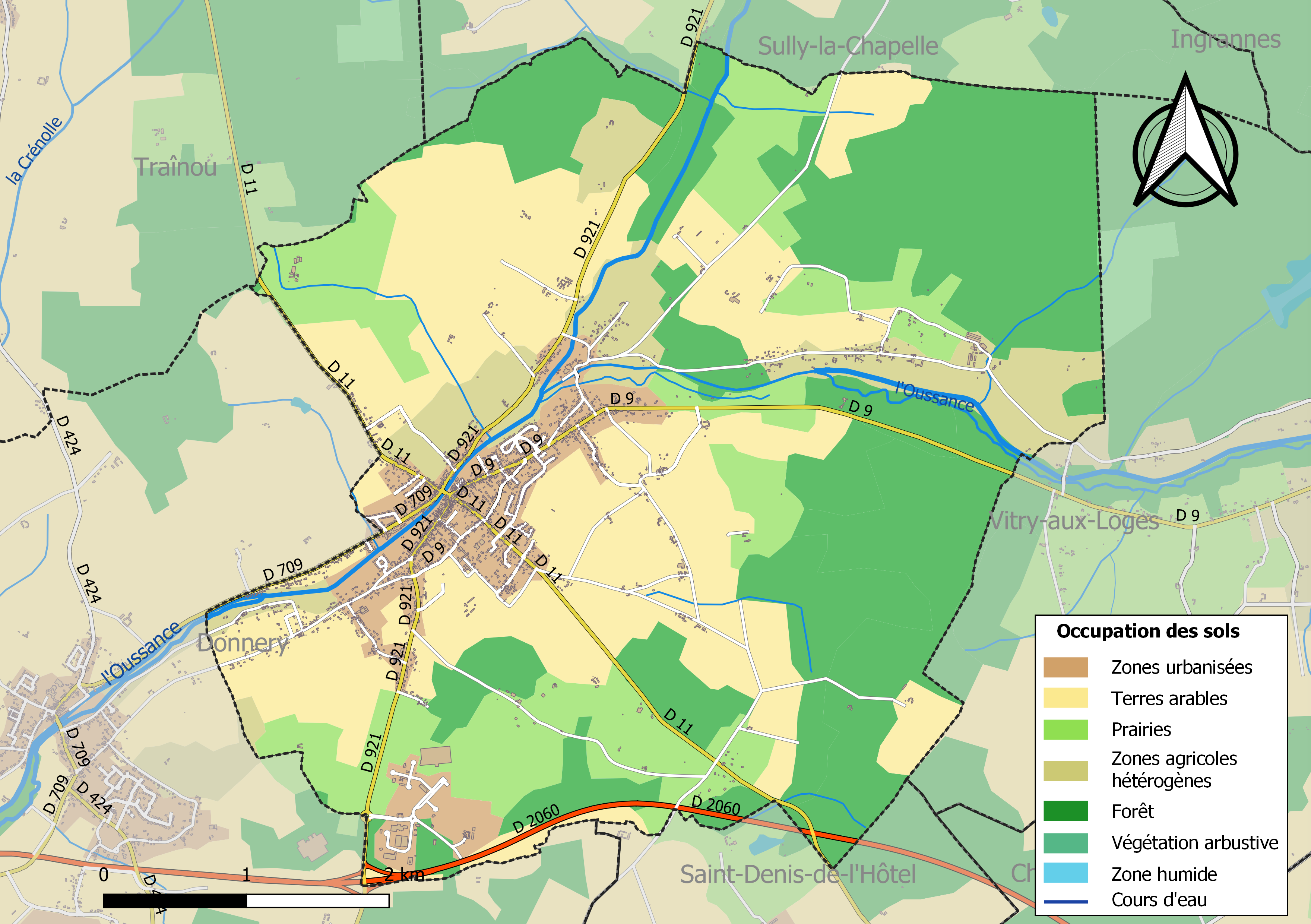
Carte des infrastructures et de l'occupation des sols de la commune en 2018 (CLC).
Carte orthophotographique de la commune en 2016.

### Planification

#### Plan local d'urbanisme
La commune prescrit l'élaboration d'un plan d'occupation des sols en septembre 1974. Le document est approuvé en mars 1980 puis révisé et transformé en Plan local d'urbanisme en novembre 2004. Il est à nouveau révisé de manière simplifiée en septembre 2010,. Le 25 octobre 2012, le Conseil Municipal prescrit une nouvelle révision du PLU. Le projet de nouveau plan est arrêté le 12 septembre 2013 et, après enquête publique en avril 2014, approuvé le 30 octobre 2014.

#### Documents d'orientations intercommunaux
La commune est membre du pays Forêt d'Orléans - Val de Loire, qui regroupe 32 communes. En 2012 les Pays Forêt d'Orléans Val de Loire, Loire Beauce et Sologne Val-sud sont les seuls territoires du département du Loiret ne disposant pas de schéma de cohérence territoriale (SCoT). Compte tenu  de l'intérêt de cet outil pour l'avenir des territoires, les élus de ces pays décident d'engager une démarche commune d'élaboration de SCoT. Le comité syndical du Pays Forêt d'Orléans - Val de Loire décide de prendre le 8 octobre 2015 la compétence « Elaboration, gestion et suivi du Schéma de Cohérence Territoriale » et, après avis favorable conforme des différentes communes membres (le 3 décembre 2015 pour Fay-aux-Loges), le préfet approuve la modification des statuts en ce sens le 19 février 2016. Les trois SCoT sont lancés officiellement et simultanément à La Ferté-Saint-Aubin le 21 juin 2014, l'assistance à maîtrise d'ouvrage étant confiée à un seul bureau d'études. Après étude et concertation de 2014 à 2017, le document doit être approuvé en 2018.

### Voies de communication et transports

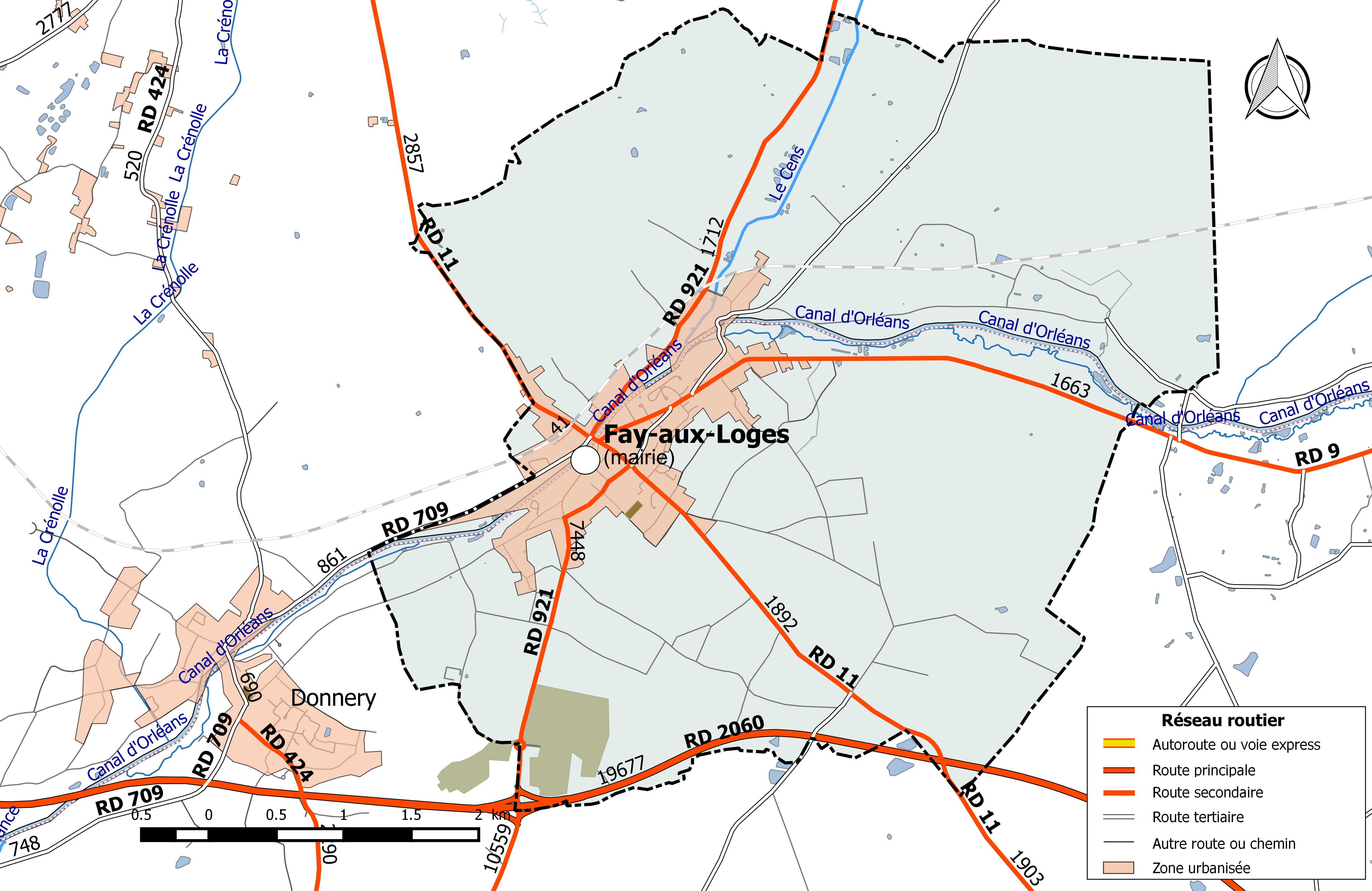
Réseau routier principal de la commune de Fay-aux-Loges (avec indication du trafic routier 2014).

#### Infrastructures routières
La commune est traversée par cinq routes départementales : la RD 2060, la RD 921, la RD 11, la RD 709 et la RD 9.
La RD 2060 traverse la frange sud de la commune. L’échangeur est situé sur le territoire communal mais ne dessert pas directement le centre bourg. Il s'agit de l'ancienne RN 60 qui, à sa création, en 1824, succède à la Route impériale 172 et relie Briare à Angers par la rive droite de la Loire.  En 2005, elle est déclassée dans sa totalité et transférée au département du Loiret par arrêté préfectoral du 22 décembre 2005, consécutivement au décret du 5 décembre 2005 qui définit la nouvelle consistance du réseau routier national et qui prévoit de maintenir dans le réseau routier national un nombre restreint de routes nationales. Elle est classée route à grande circulation et supporte en 2014, dans la section traversant la commune, un trafic de 19 677 véhicules/jour.
La RD 921 traverse la commune du nord au sud. Il s'agit de l'ancienne route nationale 721, qui reliait avant 1973 Étampes (RN 20), Pithiviers, Jargeau et La Ferté-Saint-Aubin (RN 20). Elle a été transférée au département du Loiret par arrêté du 22 décembre 1972.  En 2014, elle supporte un trafic de 10 559 véhicules/jour au sud de la RD 2060. Sur le plan urbanistique, la RD 921 est classée au titre du bruit des infrastructures de transports terrestres en catégorie 3 sur la partie hors bourg de Fay-aux-Loges et 4 dans le bourg. Dans une bande de largeur maximum 100 mètres (catégorie 3) et 30 (catégorie 4) de part et d'autre de l'infrastructure, les bâtiments d'habitation nouveaux doivent respecter certaines conditions d'isolement acoustique minimal des façades des pièces principales et cuisines afin d'assurer la protection des occupants,.
La RD 11 (1 892 véhicules/jour) relie Tigy à Tivernon et constitue une limite séparative avec Donnery. La RD 709 (861 véhicules/jour) longe le canal d’Orléans et relie la commune à Mardié. La RD 9 (1 663 véhicules/jour) constitue une prolongation vers l'est de la RD 709, longeant le canal d'Orléans, et relie la commune à Auxy.
Complétant ces voies, la commune est sillonnée de plusieurs voies communales et chemins ruraux  desservant ses fermes et hameaux et les bourgs environnants.

#### Transports en commun
En 2016, la commune est desservie par la ligne no 17 du réseau Ulys, le réseau interurbain de transport par autocar du Conseil départemental du Loiret. Cette ligne, qui relie Beaune-la-Rolande à Orléans, propose un nombre de dessertes variable en fonction des jours ouvrables de la semaine. Des correspondances SNCF sont assurées dans la  gare d'Orléans. À compter du 1er janvier 2017, la compétence des services de transports routiers interurbains, réguliers et à la demande est transférée des départements aux régions, et donc localement du département du Loiret à la région Centre-Val de Loire, consécutivement à la loi NOTRe du 7 août 2015. À  ce titre, les activités du réseau Ulys ont été reprises par le réseau Rémi où la ligne garde son numéro 17.

#### Infrastructures ferroviaires
La commune est traversée par la ligne des Aubrais - Orléans à Montargis. Fermée au service des voyageurs le 4 novembre 1969, la ligne est fermée à tout trafic en 2012.

#### Infrastructures aériennes
La  commune  est concernée par le plan d’exposition au bruit de l’aérodrome d’Orléans - Saint-Denis-de-l'Hôtel, approuvé le 23 avril 2010.  Le  territoire est faiblement affecté par ces contraintes.

### Risques naturels et technologiques
La commune de Fay-aux-Loges est vulnérable à différents aléas naturels : climatiques (hiver exceptionnel ou canicule), mouvements de terrain ou sismique (sismicité très faible). 
Entre 1989 et 2019, sept arrêtés ministériels ayant porté reconnaissance de catastrophe naturelle ont été pris pour le territoire de la commune  : cinq  pour des inondations et coulées de boue et deux pour des mouvements de terrain.
Le territoire de la commune peut être concerné par un risque d'effondrement de cavités souterraines non connues. Une cartographie départementale de l'inventaire des cavités souterraines et des désordres de surface a été réalisée. Il a été recensé sur la commune plusieurs effondrements de cavités.
Par ailleurs le sol du territoire communal peut faire l'objet de mouvements de terrain liés à la sécheresse. Le phénomène de retrait-gonflement des argiles est la conséquence d'un changement d'humidité des sols argileux. Les argiles sont capables de fixer l'eau disponible mais aussi de la perdre en se rétractant en cas de sécheresse. Ce phénomène peut provoquer des dégâts très importants sur les constructions (fissures, déformations des ouvertures) pouvant rendre inhabitables certains locaux. Celui-ci a particulièrement affecté le Loiret après la canicule de l'été 2003. Une grande partie du territoire de la commune, dont le bourg, est soumise à un aléa « fort » face à ce risque, selon l'échelle définie par le Bureau de recherches géologiques et minières (BRGM).
Depuis le 22 octobre 2010, la France dispose d’un nouveau zonage sismique divisant le territoire national en cinq zones de sismicité croissante. La commune, à l’instar de l’ensemble du département,  est concernée par un risque très faible.

## Politique et administration

### Découpage territorial
La commune de Fay-aux-Loges est membre de la communauté de communes des Loges, un établissement public de coopération intercommunale (EPCI) à fiscalité propre créé le 1er janvier 1997 dont le siège est à Fay-aux-Loges. Ce dernier est par ailleurs membre d'autres groupements intercommunaux. En 2020, il s'agit du SMICTOM de la région de Châteauneuf-sur-Loire, du SM du bassin de la Bonnée, l'Agence Loiret Numérique, de l'Établissement public d'aménagement et de gestion de l'eau sur le bassin versant du Loing, du SM des bassins versants de la Bionne et du Cens et du PETR Forêt d'Orléans-Loire-Sologne.
Sur le plan administratif, elle est rattachée à l'arrondissement d'Orléans, au département du Loiret et à la région Centre-Val de Loire. Sur le plan électoral, elle dépend du  canton de Châteauneuf-sur-Loire pour l'élection des conseillers départementaux, depuis le redécoupage cantonal de 2014 entré en vigueur en 2015, et de la sixième circonscription du Loiret  pour les élections législatives, depuis le dernier découpage électoral de 2010.

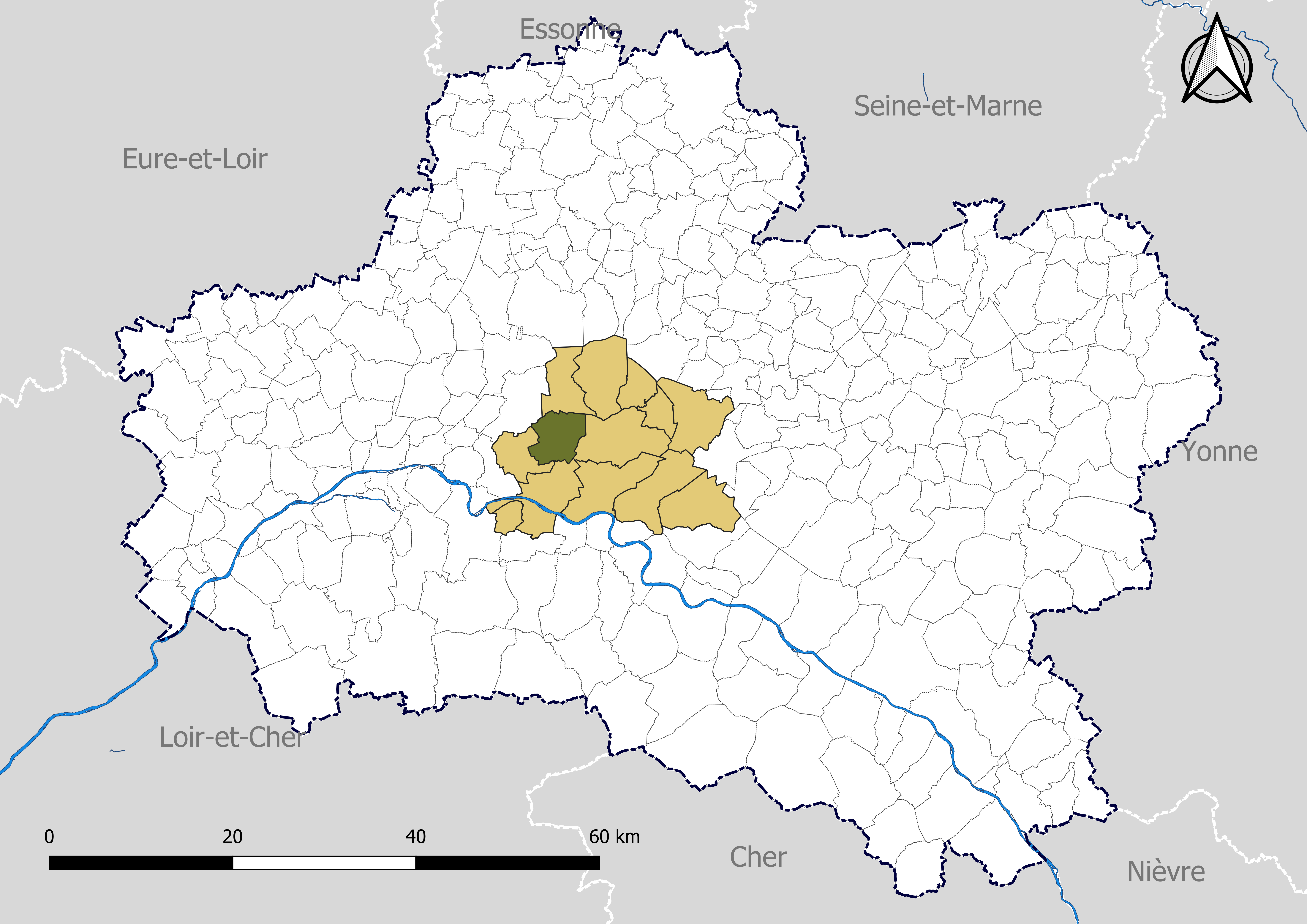
Fay-aux-Loges dans le canton de Châteauneuf-sur-Loire en 2020.
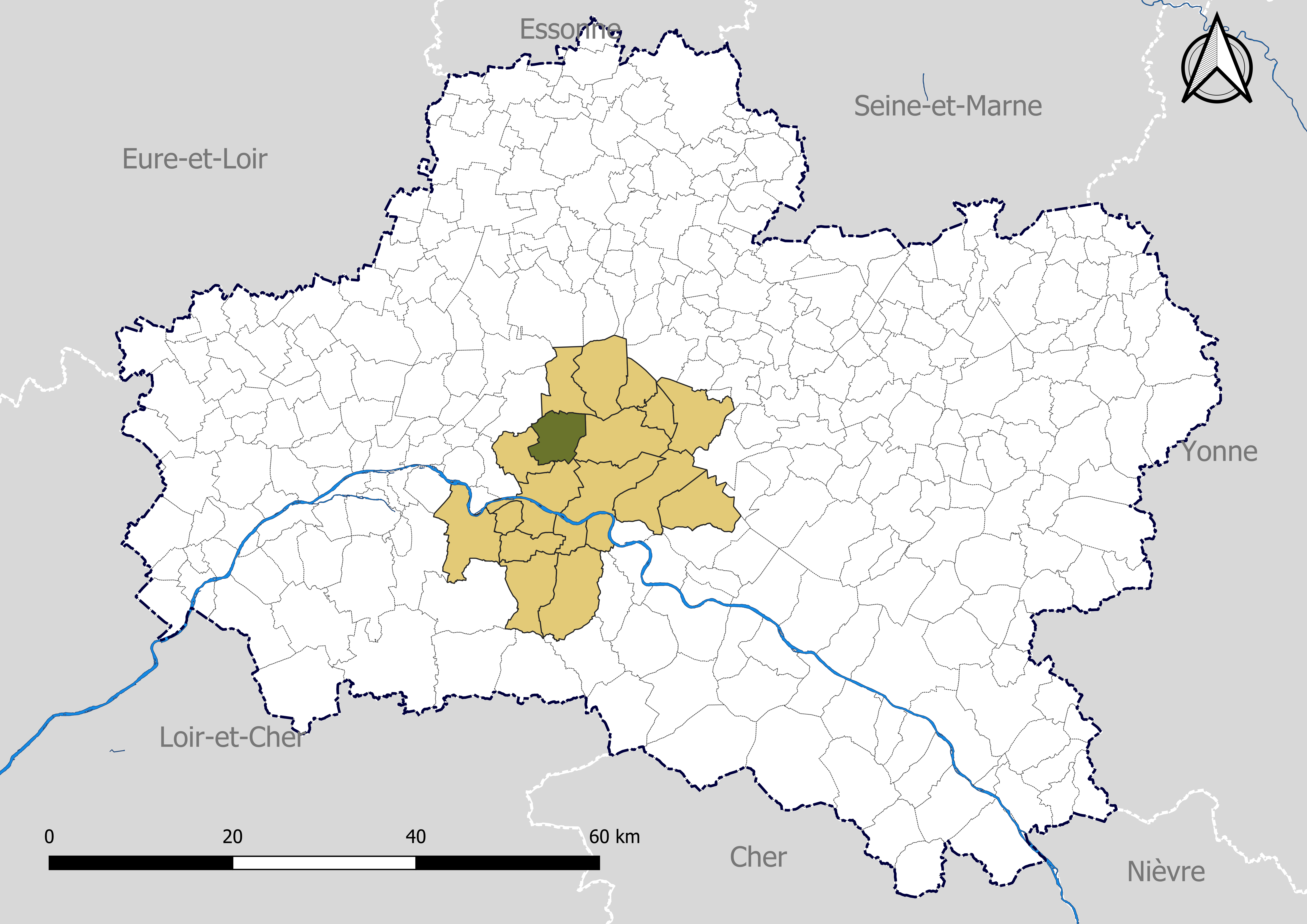
Fay-aux-Loges dans la communauté de communes des Loges en 2020.
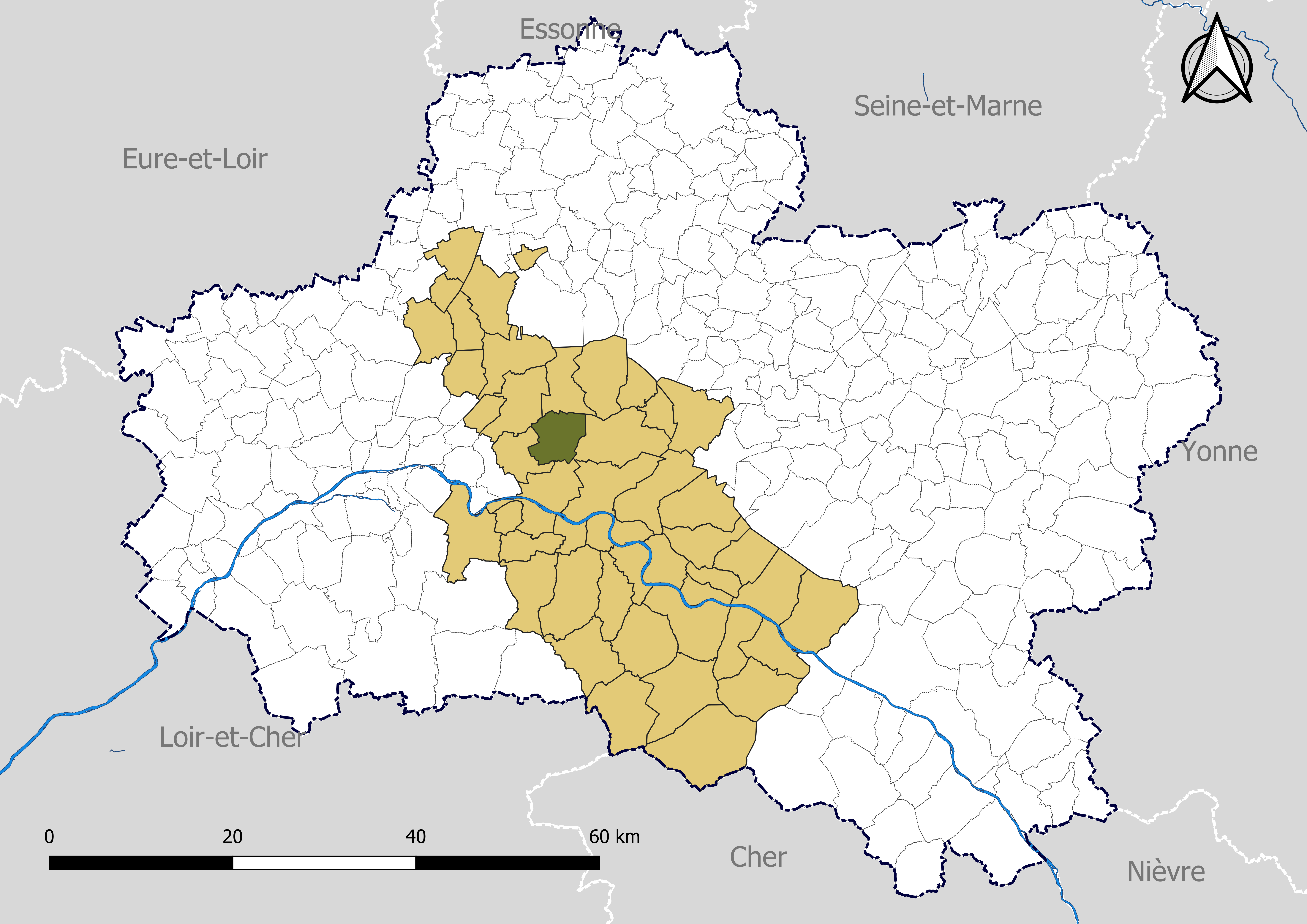
Fay-aux-Loges dans le Pôle d'équilibre territorial et rural (PETR) Forêt d'Orléans-Loire-Sologne en 2020.
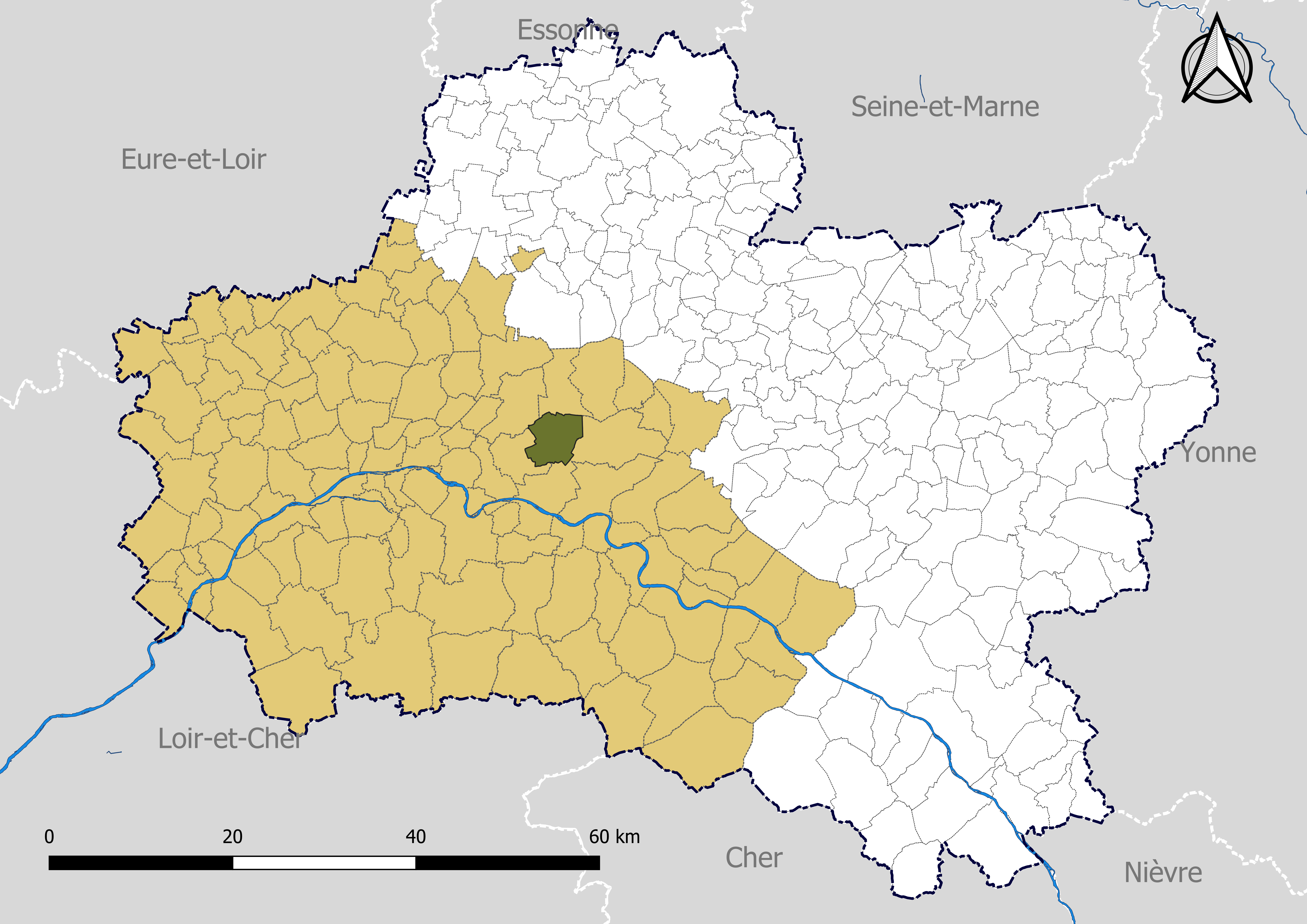
Fay-aux-Loges dans l'arrondissement d'Orléans en 2020.

### Politique et administration municipales

#### Conseil municipal et maire
Depuis les élections municipales de 2014, le conseil municipal  de Fay-aux-Loges, commune de plus de 1 000 habitants, est élu au scrutin proportionnel de liste à deux tours (sans aucune modification possible de la liste), pour un mandat de six ans renouvelable. Il est composé de 23 membres. L'exécutif communal est constitué par le maire, élu par le conseil municipal, parmi ses membres, pour un mandat de six ans, c'est-à-dire pour la durée du mandat du conseil. Frédéric Mura est maire depuis 2014.
| Période   | Période   | Identité       | Étiquette | Qualité                                                                                      |
| --------- | --------- | -------------- | --------- | -------------------------------------------------------------------------------------------- |
| 1972      | juin 1995 | Pierre Mesples |           |                                                                                              |
| juin 1995 | mars 2001 | Daniel Mériau  | RPR       | Chef d'entreprise Conseiller général (1998-2011) Vice-président du conseil général du Loiret |
| mars 2001 | mars 2014 | Anne Besnier   | PS        | Ingénieur Conseillère générale (2011-2015)                                                   |
| mars 2014 | En cours  | Frédéric Mura, | Divers    | Profession libérale, président de la communauté de communes                                  |

### Jumelages
Depuis 2013, Fay-aux-Loges est jumelée avec la commune de Radicofani, commune italienne de la province de Sienne dans la région Toscane en Italie.

## Équipements et services

### Environnement

#### Gestion des déchets
En  2016, la commune est membre du SICTOM de la région de Châteauneuf-sur-Loire, créé en 1976. Celui-ci assure la collecte et le traitement des ordures ménagères résiduelles, des emballages ménagers recyclables  et des encombrants en porte à porte et du verre en points d’apport volontaire. Un réseau de dix déchèteries accueille les encombrants et autres déchets spécifiques (déchets verts, déchets dangereux, gravats, ferraille, cartons…). La déchèterie la plus proche de la commune est située sur la commune de Vitry-aux-Loges. L'élimination et la valorisation énergétique des déchets ménagers et de ceux issus de la collecte sélective sont effectuées par le SYCTOM de Gien-Châteauneuf-sur-Loire qui comprend un centre de transfert de déchets ménagers et un centre de stockage de déchets ultimes (CSDU) de classe II à Saint-Aignan-des-Gués ainsi qu'une usine d’incinération des ordures ménagères à Gien-Arrabloy.
Depuis le 1er janvier 2017, la « gestion des déchets ménagers » ne fait plus partie des compétences de la commune mais est une compétence obligatoire de la communauté de communes des Loges en application de la loi NOTRe du 7 août 2015.

#### Production et distribution d'eau
Le service public d’eau potable est une compétence obligatoire des communes depuis l’adoption de la loi du 30 décembre 2006 sur l’eau et les milieux aquatiques. Au 31 décembre 2016, la production et la distribution de l'eau potable sur le territoire communal sont assurées par la commune elle-même.
La loi NOTRe du 7 août 2015 prévoit que le transfert des compétences « eau et assainissement » vers les communautés de communes sera obligatoire à compter du 1er janvier 2020. Le transfert d’une compétence entraîne  de  facto  la  mise  à disposition  gratuite  de  plein droit des biens, équipements et services publics utilisés, à la date du transfert, pour l'exercice de ces compétences et la substitution de la communauté dans les droits et obligations des communes,.

#### Assainissement
La compétence assainissement, qui recouvre obligatoirement la collecte, le transport et l’épuration des eaux usées, l’élimination des boues produites, ainsi que le contrôle des raccordements aux réseaux publics de collecte, est assurée  par la commune elle-même.
La commune est raccordée à une station d'épuration située sur le territoire communal, mise en service le 1er juin 1974 et dont la capacité nominale de traitement est de  6 000 EH, soit 1 080 m3/jour. Cet équipement utilise un procédé d'épuration biologique dit « à boues activées ». Son exploitation est assurée par Lyonnaise des Eaux Orléans,.
L’assainissement non collectif (ANC) désigne les installations individuelles de traitement des eaux domestiques qui ne sont pas desservies par un réseau public de collecte des eaux usées et qui doivent en conséquence traiter elles-mêmes leurs eaux usées avant de les rejeter dans le milieu naturel. En 2016, la communauté de communes des Loges assure le service public d'assainissement non collectif (SPANC), qui a pour mission de vérifier la bonne exécution des travaux de réalisation et de réhabilitation, ainsi que le bon fonctionnement et l’entretien des installations,.

### Enseignement

#### Écoles maternelle et élémentaire publiques
Le groupe scolaire Pierre-Mesples est situé rue de la Bretauche et comprend 2 écoles avec un restaurant scolaire :
- L'école maternelle : 6 classes avec un effectif de 170 élèves inscrits sur 2012/2013.
- L'école élémentaire : 10 classes avec un effectif de 260 élèves inscrits sur 2012/2013.

#### Écoles maternelle et élémentaire privées
Depuis 2011, Fay-aux-Loges accueille une école Montessori 3-6 et 6-12 ans, située route de Donnery et appelée "L'école de l'Arbre Enchanté".

#### Collège de secteur
Le collège de la Forêt, situé à Traînou, est le collège de secteur de la commune, il accueille également les élèves des communes de Sully-la-Chapelle, Vennecy et Traînou.

#### Lycées de secteur
Le lycée d'enseignement général et technologique Jacques-Monod, situé à Saint-Jean-de-Braye, est le lycée de secteur de la commune.

### Risques répertoriés sur la commune
L'Oussance et le canal d'Orléans passant au centre-ville, les inondations généralisées de juin 2016 ont fortement touché la ville et les installations de la vallée : 500 maisons inondées, 1 900 habitants touchés sur 3 700, ; l'eau de ville a été déclarée non potable. Un an après, 50 personnes ne sont toujours pas rentrées chez elles ; deux maisons devront être détruites.
Le DICRIM, ou Document d'Information Communal sur les RIsques Majeurs, pour Fay-aux-Loges mentionne les risques d'inondations ;
les risques de vents violents, de précipitations importantes ou / et d'orages, seuls ou combinés, dans la catégorie des risques climatiques ;
des risques de mouvements de terrain liés à la présence de cavités naturelles d'origine karstique ou de cavités artificielles, ou au retrait-gonflement du sol lié à la présence d'argile en quantités importantes ;
des risques liés au transport de matières dangereuses, à cause de la D921 qui traverse la ville et de la D2060 traversant le sud de la commune ;
pas de risque industriel (pas d'entreprise polluante implantée sur la communauté de communes en 2011) ;
les risques d'accidents nucléaires aux deux centrales de Dampierre (38 km) et de Saint-Laurent-des-Eaux (62 km).

## Population et société

### Démographie
L'évolution du nombre d'habitants est connue à travers les recensements de la population effectués dans la commune depuis 1793. Pour les communes de moins de 10 000 habitants, une enquête de recensement portant sur toute la population est réalisée tous les cinq ans, les populations de référence des années intermédiaires étant quant à elles estimées par interpolation ou extrapolation. Pour la commune, le premier recensement exhaustif entrant dans le cadre du nouveau dispositif a été réalisé en 2004.
En 2022, la commune comptait 3 846 habitants, en évolution de +2,34 % par rapport à 2016 (Loiret : +1,89 %, France hors Mayotte : +2,11 %).
| 1793  | 1800  | 1806  | 1821  | 1831  | 1836  | 1841  | 1846  | 1851  |
| ----- | ----- | ----- | ----- | ----- | ----- | ----- | ----- | ----- |
| 1 053 | 1 111 | 1 062 | 1 111 | 1 271 | 1 380 | 1 446 | 1 613 | 1 678 |

| 1856  | 1861  | 1866  | 1872  | 1876  | 1881  | 1886  | 1891  | 1896  |
| ----- | ----- | ----- | ----- | ----- | ----- | ----- | ----- | ----- |
| 1 752 | 1 758 | 1 777 | 1 746 | 1 787 | 1 849 | 1 890 | 1 810 | 1 668 |

| 1901  | 1906  | 1911  | 1921  | 1926  | 1931  | 1936  | 1946  | 1954  |
| ----- | ----- | ----- | ----- | ----- | ----- | ----- | ----- | ----- |
| 1 571 | 1 626 | 1 613 | 1 398 | 1 479 | 1 542 | 1 469 | 1 521 | 1 536 |

| 1962  | 1968  | 1975  | 1982  | 1990  | 1999  | 2004  | 2006  | 2009  |
| ----- | ----- | ----- | ----- | ----- | ----- | ----- | ----- | ----- |
| 1 601 | 1 635 | 1 662 | 2 135 | 2 597 | 3 023 | 3 067 | 3 104 | 3 339 |

| 2014  | 2019  | 2022  | - | - | - | - | - | - |
| ----- | ----- | ----- | - | - | - | - | - | - |
| 3 644 | 3 754 | 3 846 | - | - | - | - | - | - |

### Activités sportives

#### Clubs
- La Balle à Grain : découverte et pratique des Arts du Cirque autour de la jonglerie et des équilibres. Participation au Carnaval.
- La Perche Faycienne : pratique de la pêche, maintien des ressources halieutiques de la commune (canal d'Orléans, étang de l'Evangile)[136].
- Donnery Fay Football Club :  13 équipes dont 3 équipes féminines (résultats 2013/2014 : équipe senior classée 1re en championnat de 1re division, victoire finale de l'équipe 18-19 ans en coupe du Loiret, victoire finale de l'équipe 12-13 ans en championnat du Loiret), 3 équipes seniors masculines, 1 équipe loisirs masculine. Pratique sur les sites de Fay-aux-Loges et Donnery[137].
- Union Sportive Fay Tennis : 120 adhérents en 2013/2014. Pratique du tennis loisirs et du tennis en compétition. Pratique sur 2 courts extérieurs et 1 court couvert dans le gymnase de Fay-aux-Loges[138].
- Union Sportive Fay Basket : pratique dans le gymnase de Fay-aux-Loges.
- Union Sportive Fay Gymnastique Volontaire : pratique dans le gymnase de Fay-aux-Loges.
- Association Modern Jazz Fay-Donnery : 150 adhérents âgés de 8 à 12 ans.
- Union Sportive et Culturelle de Fay-aux-Loges Billard : pratique dans les locaux du pôle intergénérationnel.
- Union Sportive Fay Pétanque.

## Culture locale et patrimoine

### Lieux et monuments

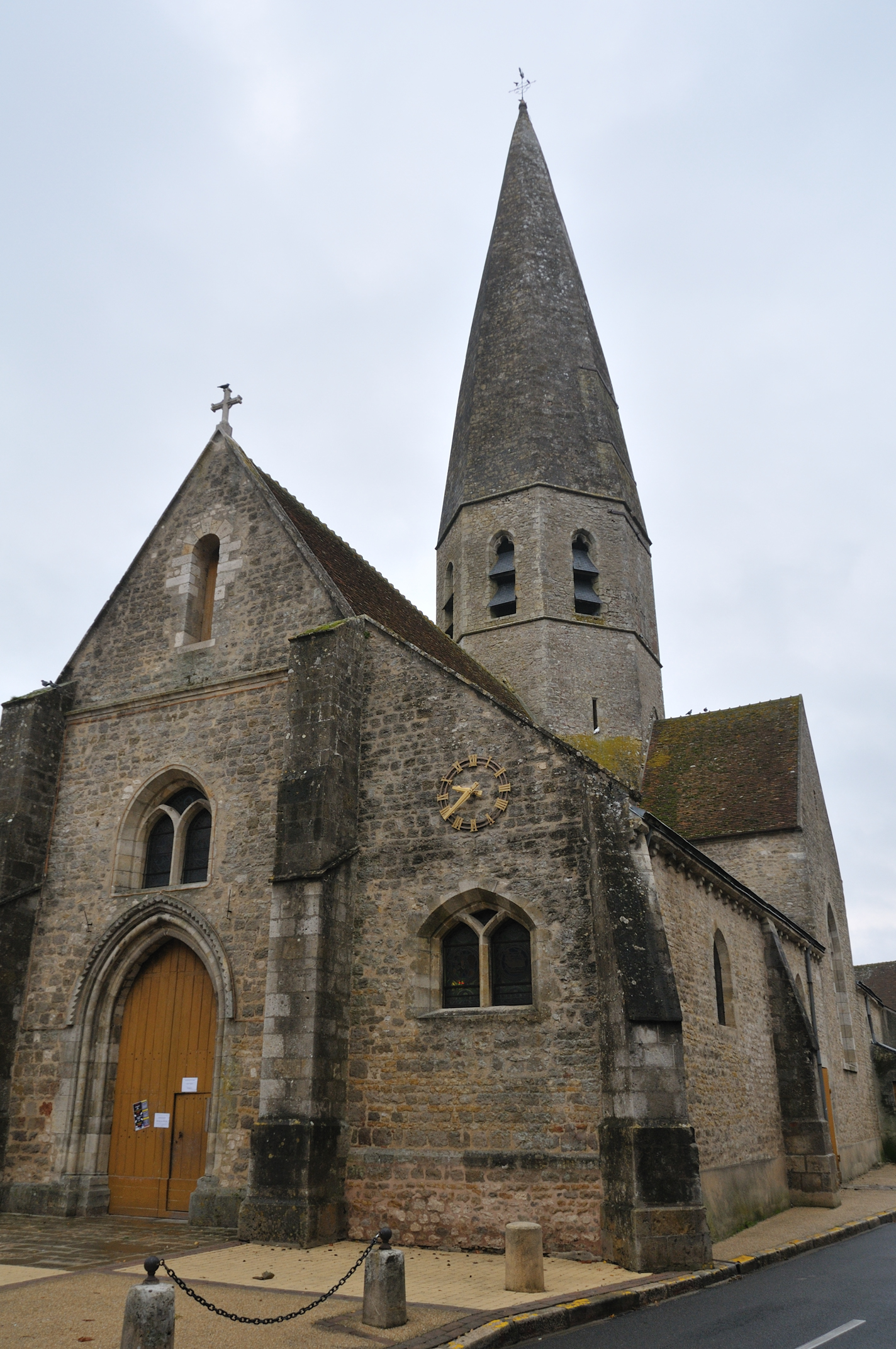
L'église Notre-Dame.

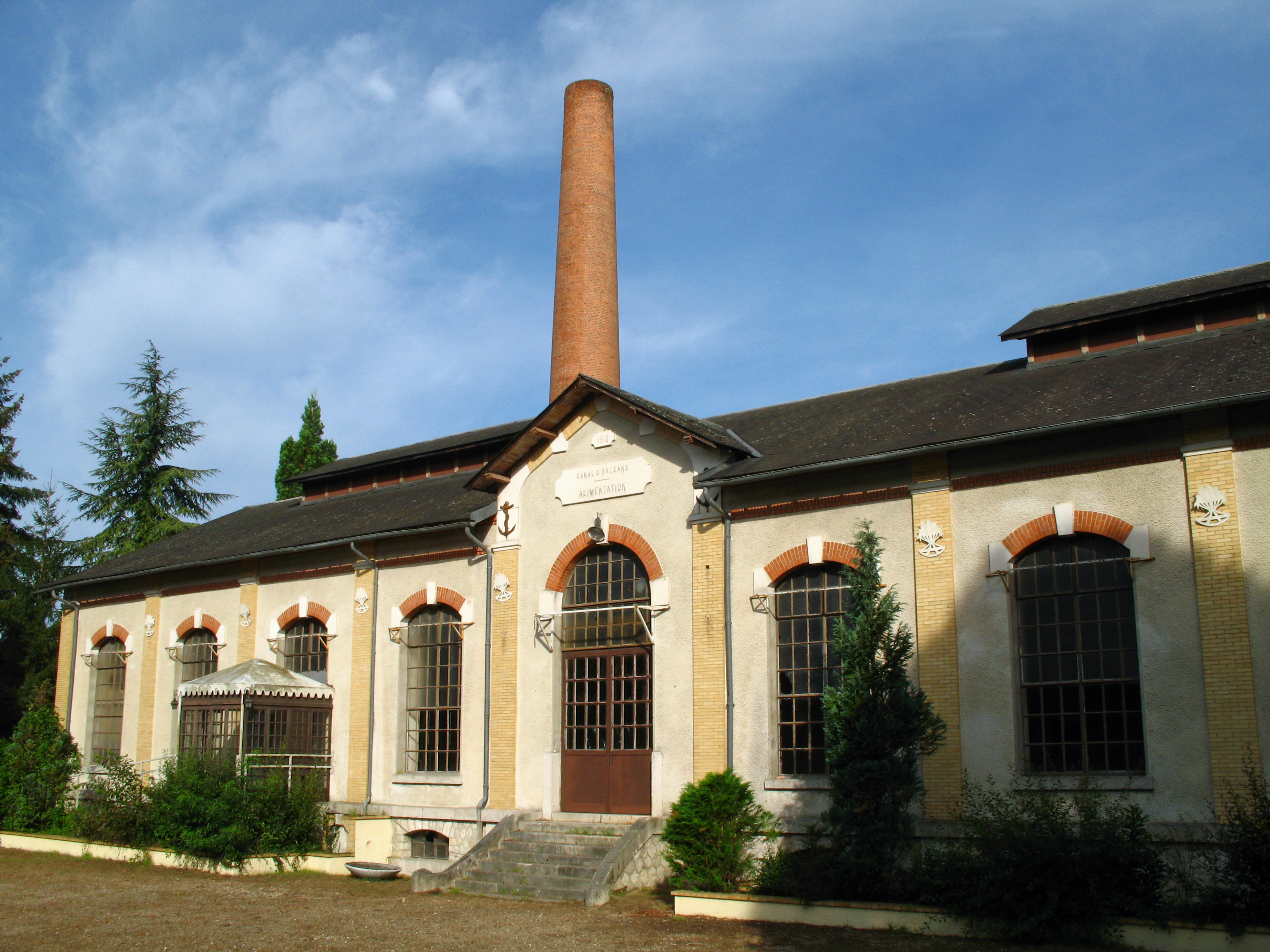
Usine d'alimentation du canal d'Orléans.

- L'église Notre-Dame date du XIe siècle et possède une flèche sur la tour de croisée datant du XIIIe siècle.
- L'usine électrique (1908-11) pour le canal d'Orléans, en service de 1911 à 1922, dont la façade et la cheminée sont classées aux monuments historiques[139].
- Bief et écluse de Donnery du canal d'Orléans.
- La piscine découverte, construite en 1968 et ouverte au public en 1969. Fermée en 1999 pour non-conformité à la règlementation en vigueur, elle a rouvert en 2003 après d'importants travaux de réhabilitation. Deux bassins sont accessibles : le grand (25 x 12,5 m) d'une profondeur de 1,80 à 3,20 m, et le petit (12,5 x 12,5 m) d'une profondeur de 0,60 à 1,20 m[140].
- La commune est située dans la zone de protection spéciale forêt d'Orléans du réseau Natura 2000[141].

### Gastronomie
La spécialité du village est le miel.

### Équipements culturels
- Cinéma : Le cinémobile s'installe une fois par mois sur la commune de Fay-aux-Loges.
- Bibliothèque : La commune dispose d'une bibliothèque municipale située dans les locaux du pôle inter-générationnel. Elle comporte une bibliothèque jeunes qui permet l’accueil d’expositions, d'animations contes pour les enfants ou de sessions pour les écoles.
- Salle des Fêtes : La nouvelle salle polyvalente de Fay a été inaugurée le 23 octobre 2005. Sa superficie totale de 840 m2 permet d'accueillir jusqu'à 460 personnes dans la configuration spectacle et 310 personnes assises en mode repas. Elle comprend une grande salle de 325 m2 avec une scène et des coulisses, une petite salle de 103 m2, une cuisine équipée, un bar, un hall d'accueil avec vestiaires, une salle de régie et des locaux techniques[142].

### Activités culturelles
Le Fay'stival (théâtre, musique et danse), dont la première édition a lieu en mai 2018, devrait être reconduit.
Le village comporte de nombreuses associations culturelles parmi lesquelles :
- l'association Fay Loisirs Culture (AFLC)
- la chorale Atout Voix : pratique de la technique vocale appliquée, chantée et parlée.
- la Commune Libre de Fay-aux-Loges : manifestations festives ou à caractère historique
- l'association Falz'Art organisatrice du "festival en granges et jardins" qui se déroule à mi-septembre[145].
- les Amis de l'Orgue de Fay-aux-Loges (LADOFA) : entretien de l'orgue, organisation de concerts à l'église Notre-Dame de Fay-aux-Loges.
- l'association Mental Arts Magie : association de promotion des arts de la magie et du mentalisme de spectacle sur la région Centre. Spectacles, Conférences, Ateliers de Formation, Festival de Magie.
- l'association Théâtre des Loges : pratique du théâtre et spectacles
- l'association Tout court - Le grand Loin : Organisation d'animations culturelles (expositions, spectacles...) dans la grange "Le grand loin" située rue des Maillets.
- l'association Expression des Loges : Réunion de toutes les personnes de Fay-aux-Loges ayant une activité artistique, peinture toutes techniques, dessin, sculpture, art floral, dentelle, tournage sur bois, marqueterie, montage photos, encadrement.... Exposition annuelle le dernier week-end de septembre[146].

### Personnalités liées à la commune
- Pierre Ponson du Terrail (1829-1871), écrivain français, y a séjourné.
- Jan Van Beers (1852-1927), peintre belge, y est enterré.
- Lucien Nonguet (1869-1955), cinéaste français, y est mort.
- Cristóbal Balenciaga (1895-1972), couturier espagnol, y possédait le château de la Reinerie.
- Pierre Avezard dit Petit Pierre (1909-1992), artiste d'art brut, y vécut toute sa vie. Artiste infirme et autodidacte, Petit Pierre a créé de fabuleuses machines et notamment un manège que l'on peut aujourd'hui admirer dans le parc de La Fabuloserie à Dicy (Yonne), au musée Hors-les-Normes.
- Jean Bouhier (1912-1999), poète et fondateur de L’École de Rochefort, a été élu maire de la commune en 1965.
- René-Jean Caillette (1919-2004), designer français, y est né.

## Sport
La 19e étape du Tour de France 1973 a emprunté le territoire de la commune.